# George Cables
George Andrew Cables (New York, 14 novembre 1944) è un pianista e compositore statunitense.

## Discografia parziale
- 1979 – Circle
- 1979 – Cables' Vision
- 1980 – Some of My Favorite Things
- 1982 – Old Wine, New Bottle
- 1982 – Wonderful L.A.
- 1983 – Sleeping Bee
- 1985 – Phantom of the City
- 1987 – Double Image
- 1987 – By George
- 1987 – Whisper Not
- 1993 – I Mean You
- 1994 – Beyond Forever
- 1994 – Quiet Fire
- 1995 – Cables Fables
- 1995 – Person to Person
- 1995 – Skylark
- 1996 – Dark Side, Light Side
- 2000 – Bluesology
- 2001 – One for My Baby

## Collaborazioni
Lista parziale.
- 1970 – If You're Not Part of the Solution, You're Part of the Problem - Joe Henderson Quartet
- 1971 Blackstone Legacy – Woody Shaw
- 1971 – Crankin' - Curtis Fuller
- 1971 – Lift Every Voice and Sing - Max Roach
- 1972 – Child's Dance - Art Blakey
- 1973 – Song of Songs - Woody Shaw
- 1974 – High Energy - Freddie Hubbard
- 1975 – Liquid Love - Freddie Hubbard
- 1976 – Waiting - Bobby Hutcherson
- 1976 – The Trip - Art Pepper
- 1977 – No Limit - Art Pepper
- 1977 – Knucklebean - Bobby Hutcherson
- 1978 – Highway One - Bobby Hutcherson
- 1979 – Conception: The Gift of Love - Bobby Hutcherson
- 1979 – Un poco loco - Bobby Hutcherson
- 1979 – Woody III - Woody Shaw
- 1979 – Landscape - Art Pepper
- 1980 – Sonic Text - Joe Farrell
- 1985 – California Concert - Bud Shank
- 1985 – California Meeting: Live on Broadway - Archie Shepp
- 1986 – That Old Feeling - Bud Shank Quartet
- 1992 – To the Max! - Max Roach
- 1995 – Focus - Chico Freeman